# Leonor Rosales Pareja
Leonor Rosales Pareja de Villanueva  (Guayaquil 1892-1964) fue pintora guayaquileña radicada la mayor parte de su vida en París, cuyo legado es poco conocido por los ecuatorianos.
Provenía de una familia acaudalada, su abuelo José Rosales se destacó en el comercio guayaquileño del siglo XIX e invirtió su fortuna en negocios de plantaciones de cacao.

## Biografía
Leonor Rosales Pareja nació en Guayaquil en 1892, hija de Carlos Benjamín Rosales Llaguno y Josefina Pareja Avilés, quienes contrajeron nupcias en 1889.
Vivió la mayor parte de su vida en Francia, donde logró consagrarse en París. Leonor provenía de una familia acaudalada, donde su abuelo José Rosales se destacó en el comercio guayaquileño en el siglo XIX por su inversión en negocios productivos, como las plantaciones de cacao. José Rosales contrajo matrimonio con Rosario Llaguno, García, quienes tuvieron 10 hijos. Carlos Benjamín Rosales Llaguno era quien administró los bienes de su padre tras su muerte.
Su padre, Carlos Benjamín Rosales, se estableció en París con su familia, después de ocupar varios cargos públicos. Leonor y sus dos hermanas, Isabel Rosales y Thalie Rosales, mostraron predisposición artística al piano y la danza respectivamente. Las tres hermanas fueron conocidas a inicios del siglo XX como "las tres musas de Guayaquil".

## Obras
Juan Castro y Velázquez, autor del libro de 175 páginas, "Leonor, pintora guayaquileña", hacen un compendio de casi todas las pinturas y bocetos conocidos de Leonor, creados con las técnicas de óleo y pastel. Estos fueron realizados durante nueve o diez años mientras ella vivía en Francia, tiempo en el que conoció al banquero venezolano Laureano Villanueva Astoul, con quien contrajo matrimonio en 1924.
Sus obras estuvieron almacenadas aproximadamente 30 años en las bodegas de Maple de París. La pintora decidió guardarlas en aquel lugar luego del fallecimiento de su esposo en 1936. Decidió abandonar la pintura para siempre y regresó a Ecuador.
Según el autor del libro, entre la obra de Leonor lo que más llama la atención son los desnudos, los cuales se destacan en calidad y número, y con los que Leonor rompió el rigor conservador de la época para una mujer latinoamericana. Leonor exhibió sus obras en galerías parisinas, entre las que se identifica al paisaje urbano, la naturaleza muerta, muñecos, retratos, autorretratos y desnudos femeninos como los temas recurrentes de las piezas.
El historiador de arte Juan Castro y Valázquez señaló: "Como ninguna otra mujer antes en el Ecuador, Leonor Rosales de Villanueva fue una adelantada al afrontar el mundo femenino pintándolo en su total desnudez, con una valentía y desenfado notables”.